# Esterri de Cardós
Esterri de Cardós est une commune de la comarque de Pallars Sobirà dans la province de Lérida en Catalogne (Espagne).

## Géographie
Commune située dans les Pyrénées
|                | Lladorre          |       |
| Vall de Cardós | Esterri de Cardós | Alins |
| Llavorsí       | Alins             | Alins |